# Estemmenosuchus
Estemmenosuchus (que significa "crocodilo coroado" em grego) é um género (pb: gênero) dos grandes primeiros terapsídeos omnívoros. Viveu durante o Permiano Médio cerca de duzentos e sessenta milhões de anos atrás. As duas espécies, Estemmenosuchus uralensis e Estemmenosuchus mirabilis, são caracterizadas por estruturas de chifre distintivas, que provavelmente foram usadas para exibição intraespecífica.
Ambas as espécies de Estemmenosuchus são da região de Perm (ou Cis-Urals) da Rússia. Os outros dois estemmenosuchids, Anoplosuchus e Zopherosuchus, são considerados agora fêmeas da espécie E. uralensis. Havia muitos esqueletos completos e incompletos encontrados juntos.

## Paleobiologia

### Pele
O material fóssil inclui uma impressão da pele excepcionalmente bem preservada. A pele parece ser lisa e indiferenciada, sem sinais de pelos ou escamas, mas com evidência de estar bem abastecida com glândulas.

### Termorregulação
Foi sugerido que o animal teve uma temperatura interna razoavelmente constante. Seu tamanho grande e construção compacta deu uma pequena superfície à taxa de volume e sugere que não ganharia (ou perderia) a temperatura rapidamente. Este fenômeno é chamado de gigantotermia e foi provavelmente um fator importante na regulação da temperatura na maioria dos terapsídeos.

### Dieta

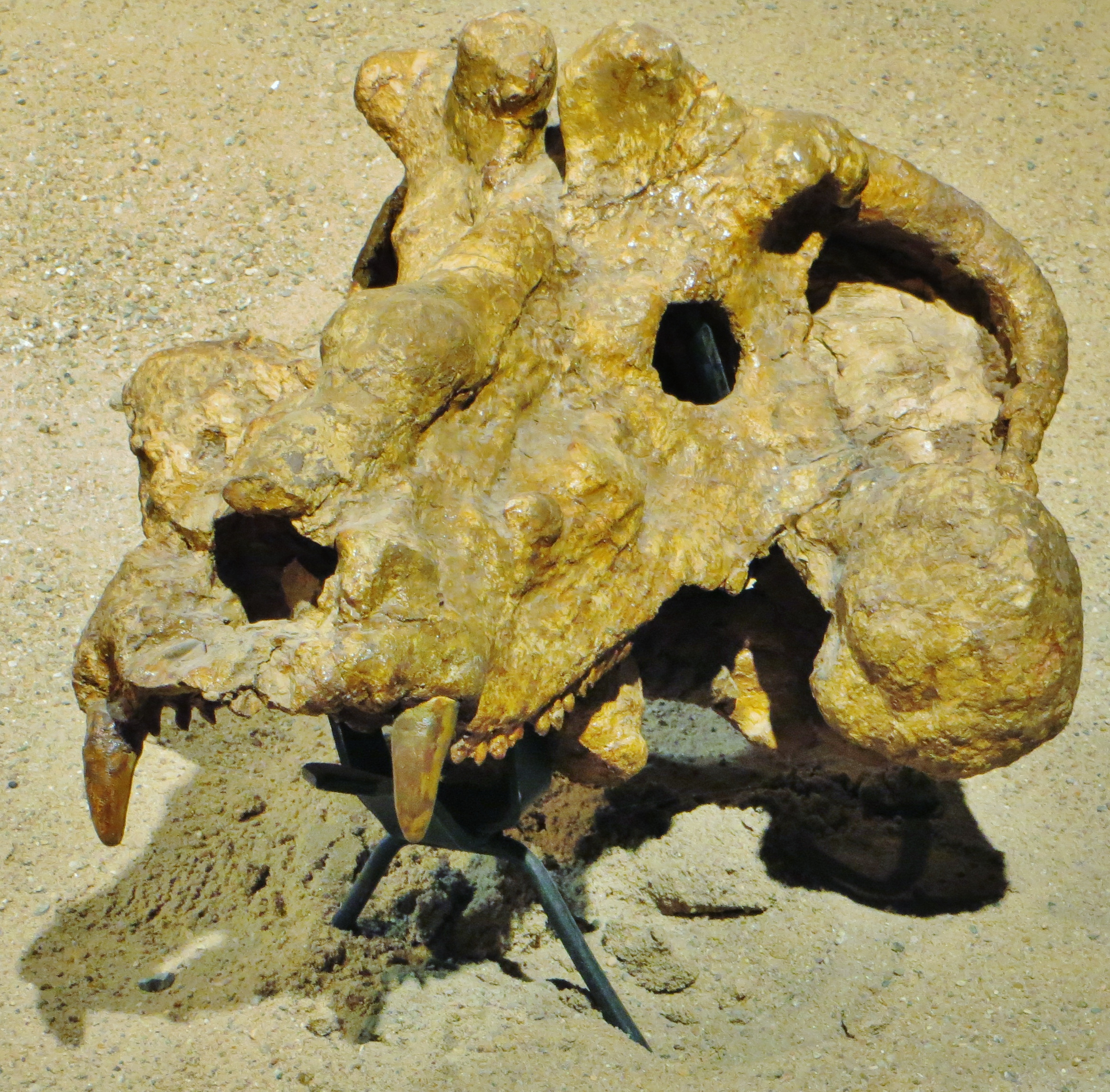
Crânio de um E. uralensis, mostrando seus grandes caninos.

Tal como acontece com muitos dos terapsídeos, a dieta exata de Estemmenosuchus ainda é objeto de discussão entre os paleontólogos. Foi apontado que caninos e incisivos afiados indicam que o Estemmenosuchus era um carnívoro. Contudo, muitos terapsídeos herbívoros apresentaram dentes carnívoros, e o tamanho e a forma do corpo sugerem que foram adaptados para incorporar um sistema digestivo grande. Em geral, os herbívoros têm corpos maiores para acomodar um sistema digestivo mais longo e mais complexo porque o material vegetal leva mais tempo para processar do que a carne animal. Por conseguinte, considera-se mais provável que Estemmenosuchus seja realmente herbívoro, embora seja aceito que pode ter suplementado sua dieta vegetal com carne ocasionalmente e, se em caso afirmativo, o Estemmenosuchus pode ser considerado um onívoro.
Outras evidências que sugerem que sua dieta era herbívora são a orientação de suas pernas. As patas traseiras foram colocadas diretamente sob seus quadris suportando o peso do corpo de baixo. Por si só, elas sugerem que Estemmenosuchus passou a maior parte do tempo caminhando, pois isso proporciona uma forma mais eficiente de locomoção. No entanto, as pernas dianteiras se estendem para os lados de uma maneira semelhante à dos lagartos modernos. Embora tenha sido sugerido que isso melhoraria a sua manobrabilidade para que eles pudessem mostrar sua ornamentação craniana em relação a um Estemmenosuchus rival ou mesmo a um potencial predador, um benefício mais óbvio é que essas pernas permitiriam que Estemmenosuchus elevasse a parte superior do corpo e abaixasse-o, como se estivesse fazendo flexões. Esta combinação de diferentes articulações nos membros se encaixa melhor com um herbívoro do que com um carnívoro, uma vez que permitiria uma marcha eficiente para o animal ao procurar comida, e também poderia facilitar quando o animal baixasse a cabeça no chão para facilitar a coleta e alimentação de plantas baixas.

## Galeria

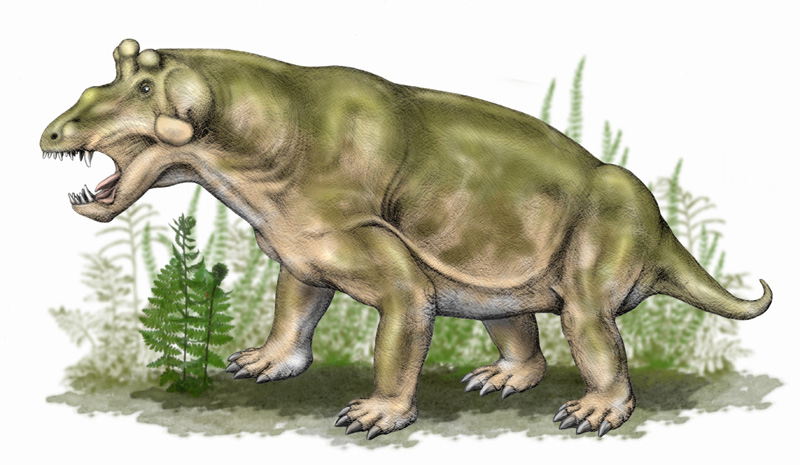
Representação do Estemmenosuchus uralensis.
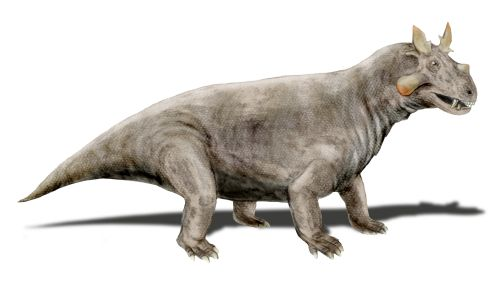
Representação do Estemmenosuchus mirabilis.
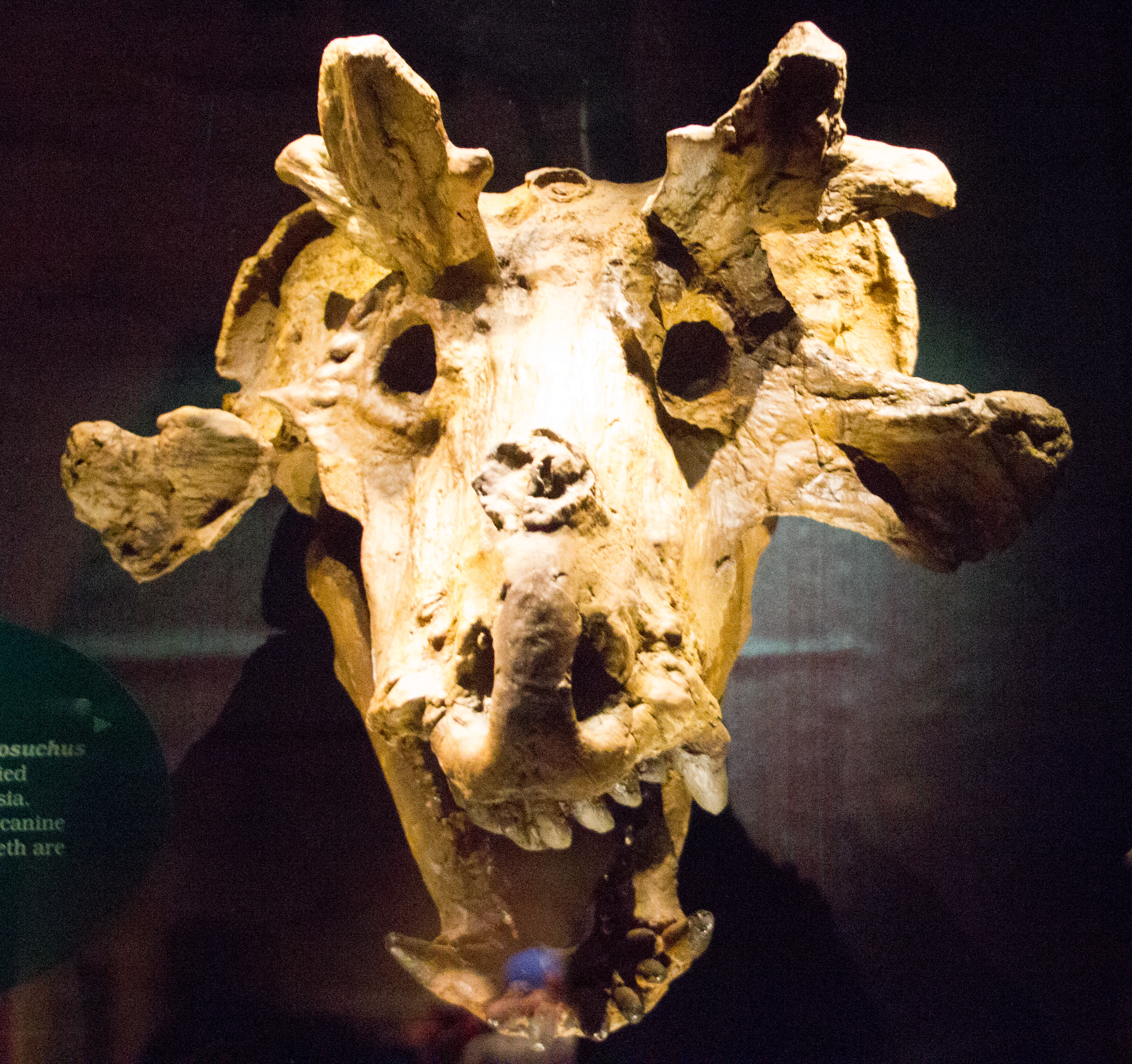
Crânio de um Estemmenosuchus.